# Major League Baseball 1877
1877 års säsong av Major League Baseball (MLB) var den andra i MLB:s historia. MLB bestod under denna säsong av National League (NL), som bestod av sex klubbar. Mästare blev Boston Red Caps, som därmed tog sin första ligatitel.

## Tabell
| Klubb                     | M  | V  | F  | O | V%    | GB   | PF  | PM  |
| ------------------------- | -- | -- | -- | - | ----- | ---- | --- | --- |
| Boston Red Caps           | 61 | 42 | 18 | 1 | 0,700 | –    | 419 | 263 |
| Louisville Grays          | 61 | 35 | 25 | 1 | 0,583 | 7    | 339 | 288 |
| Brooklyn Hartfords        | 60 | 31 | 27 | 2 | 0,534 | 10   | 341 | 311 |
| St. Louis Brown Stockings | 60 | 28 | 32 | 0 | 0,467 | 14   | 284 | 318 |
| Chicago White Stockings   | 60 | 26 | 33 | 1 | 0,441 | 15,5 | 366 | 375 |
| Cincinnati Reds           | 58 | 15 | 42 | 1 | 0,263 | 25,5 | 291 | 485 |

Not 1: Efter säsongen bestämde National Leagues företrädare att stryka alla Cincinnatis matcher eftersom klubben inte hade betalat sin avgift till ligan.
Not 2: Före 1883 avgjordes klubbarnas placeringar i National League av antalet vinster, inte av vinstprocenten.

## Statistik

### Slagmän

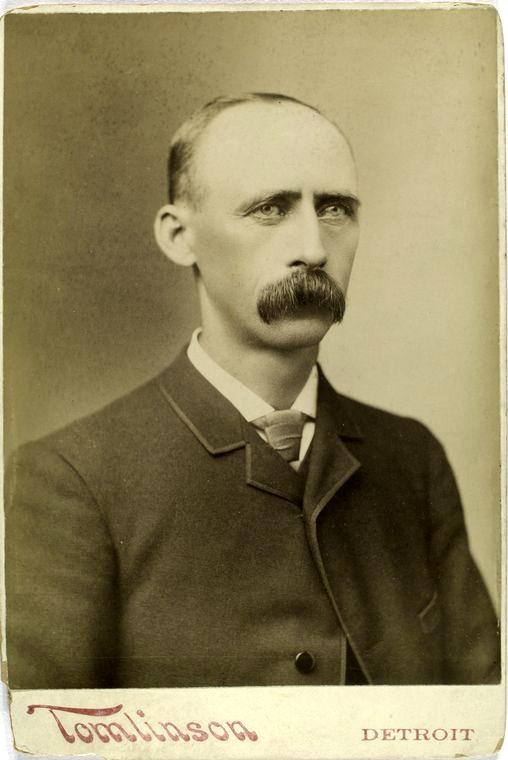
Deacon White.

Källa: 
| Kategori | Slagman      | Klubb | Värde |
| -------- | ------------ | ----- | ----- |
| AVG      | Deacon White | BOS   | 0,387 |
| HR       | Lip Pike     | CIN   | 4     |
| RBI      | Deacon White | BOS   | 49    |
| R        | Jim O'Rourke | BOS   | 68    |
| H        | Deacon White | BOS   | 103   |
| OBP      | Jim O'Rourke | BOS   | 0,407 |
| SLG      | Deacon White | BOS   | 0,545 |

### Pitchers

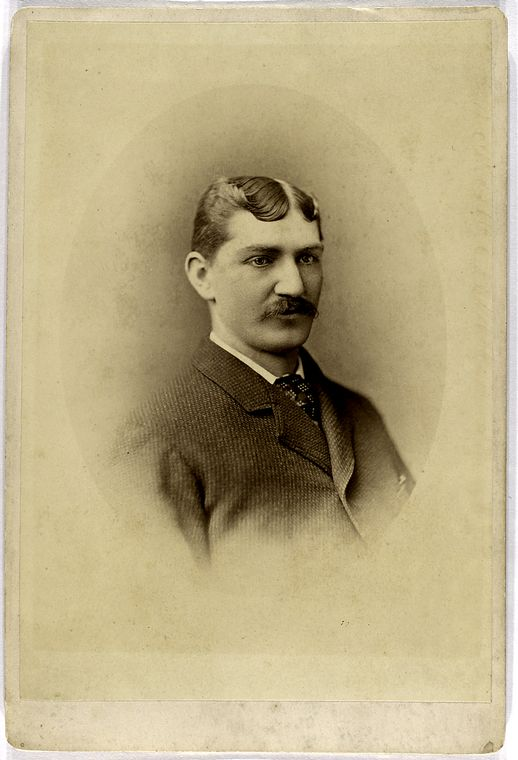
Tommy Bond.

Källa: 
| Kategori | Pitcher    | Klubb | Värde |
| -------- | ---------- | ----- | ----- |
| W        | Tommy Bond | BOS   | 40    |
| ERA      | Tommy Bond | BOS   | 2,11  |
| SO       | Tommy Bond | BOS   | 170   |
| IP       | Jim Devlin | LOU   | 559,0 |
| CG       | Jim Devlin | LOU   | 61    |
| SHO      | Tommy Bond | BOS   | 6     |
| SV       | Cal McVey  | CHI   | 2     |
| WHIP     | Tommy Bond | BOS   | 1,09  |